# Robert Kahn
Robert Kahn, född den 21 juli 1865 i Mannheim, död den 29 maj 1951 i Biddenden, Kent, var en tysk tonsättare.
Kahn, som var elev av Lachner, Kiel och Rheinberger, dirigerade 1890-93 en damkör i Leipzig. Han blev 1894 lärare i komposition, teori och ensemblespel vid kungliga musikhögskolan i Berlin samt fick 1903 professors titel. Efter nazisternas maktövertagande fick han allt svårare att verka, dels eftersom han var jude och dels eftersom hans musik ansågs degenererad. År 1938 emigrerade han till England. Han komponerade gedigna kammarmusikverk (bland annat 3 pianokvartetter och 3 violinsonater), körstycken, duetter, sånger för en röst med mera.